# Gynoplistia (Gynoplistia) costospilota
Gynoplistia (Gynoplistia) costospilota is een tweevleugelige uit de familie steltmuggen (Limoniidae). De soort komt voor in het Neotropisch gebied.